# Rokusuke Ei
Rokusuke Ei (永 六輔, Ei Rokusuke), né le 10 avril 1933 et mort le 7 juillet 2016, est un parolier, écrivain, essayiste et tarento japonais d'origine chinoise.
Ei a écrit les paroles de la chanson Sukiyaki, grand succès de l'année 1963 et reprise dans plusieurs films américains. Il a également écrit les paroles de la chanson Miagete goran yoru no hoshi o interprétée par Kyu Sakamoto en 1963. Il est diplômé de l'université Waseda.

## Ouvrages
- (1985) Bōryokudan narabini Inakappē shokun! (暴力団ならびに田舎ッペェ諸君!?)
- (1986) Six, huit, neuf de neuf : histoire de Kyū Sakamoto (六・八・九の九 : 坂本九ものがたり, Roku, hachi, kyū no kyū : Sakamoto Kyū Monogatari?)
- (1987) Mumei-jin mei-goroku (無名人名語録?)
- (1990) Ippan-jin mei-goroku (一般人名語録?)
- (1993) Motto shikkari, Nihonjin (もっとしっかり、日本人?)
- (1994) Daiōjō (大往生?)
- Tōku e ikitai (遠くへ行きたい?)
- Shinku no kohaku (真紅の琥珀?)
- Daiichi Seimei Kōhō Buchō kara no tegami (第一生命広報部長からの手紙?)

## Filmographie

### Cinéma
- 1976 : C'est dur d'être un homme : Pur est le cœur du poète (男はつらいよ 寅次郎純情詩集, Otoko wa tsurai yo: Torajirō junjō shishū?) de Yōji Yamada : le policier au sanctuaire Nezu-jinja

### Télévision
- Shichiji ni aimashō (en)

## Programmes radio
- 誰かとどこかで (Dareka to Dokoka de?) TBS Radio
- Saturday Variety show Radio TOKYO (土曜ワイドラジオTOKYO, Doyō waido Radio Tōkyō?) TBS Radio

## Paroles de chansons
- 1959 : Kuroi hanabira (黒い花びら) ; Pétales noirs
- 1961 : Ue o muite arukō (上を向いて歩こう) ; Sukiyaki
- 1962 : Tōku e ikitai (遠くへ行きたい)
- 1963 : Miagete goran yoru no hoshi o (見上げてごらん夜の星を)
- 1963 : Wakai kisetsu (若い季節)
- 1963 : Konnichiwa akachan (こんにちは赤ちゃん)
- 1965 : Kaerokana (帰ろかな)
- 1979 : Hajimete no machi de (初めての街で)